# Lista odcinków serialu Terminator: Kroniki Sary Connor
Lista odcinków serialu Terminator: Kroniki Sary Connor

## Sezon 1
| 1 | 1 | Pilot              | David Nutter         | Josh Friedman                      | 13 stycznia 2008 |
| W 1999 roku, po wydarzeniach z filmu Terminator 2: Dzień sądu, Sara Connor wraz z synem Johnem uciekają przed policją i FBI. Wkrótce na ich trop wpada również Terminator zwany Cromartie, który atakuje Johna w szkole. W jego obronie niespodziewanie staje inny Terminator, zwany Cameron, który pomaga uciec Johnowi i Sarze przenosząc ich w przyszłość, do 2007 roku. W międzyczasie jeden z agentów FBI, James Ellison, stawia sobie za cel znalezienie Sary. |   |                    |                      |                                    |                  |
| 2 | 2 | Gnothi Seauton     | David Nutter         | Josh Friedman                      | 14 stycznia 2008 |
| 3 | 3 | The Turk           | Paul Edwards         | John Wirth                         | 21 stycznia 2008 |
| 4 | 4 | Heavy Metal        | Sergio Mimica Gezzan | John Enbom                         | 4 lutego 2008    |
| 5 | 5 | Queen’s Gambit     | Matt Earl Beesley    | Natalie Chaidez                    | 11 lutego 2008   |
| 6 | 6 | Dungeons & Dragons | Jeffrey Hunt         | Ashley Edward Miller & Zack Stentz | 18 lutego 2008   |
| 7 | 7 | The Demon Hand     | Charles Beeson       | Toni Graphia                       | 25 lutego 2008   |
| 8 | 8 | Vick's Chip        | J. Miller Tobin      | Daniel T. Thomsen                  | 3 marca 2008     |
| 9 | 9 | What He Beheld     | Mike Rohl            | Ian Goldberg                       | 3 marca 2008     |

## Sezon 2
| N/o | #  | Tytuł                                      | Reżyseria                     | Scenariusz                         | Premiera             |
| --- | -- | ------------------------------------------ | ----------------------------- | ---------------------------------- | -------------------- |
| 10  | 1  | Samson and Delilah                         | David Nutter                  | Josh Friedman                      | 8 września 2008      |
| 11  | 2  | Automatic for the People                   | Jeffrey Hunt                  | Natalie Chaidez                    | 15 września 2008     |
| 12  | 3  | The Mousetrap                              | Bill Eagles                   | John Wirth                         | 22 września 2008     |
| 13  | 4  | Allison from Palmdale                      | Charles Beeson                | Toni Graphia                       | 29 września 2008     |
| 14  | 5  | Goodbye to All That                        | Bryan Spicer                  | Ashley Edward Miller & Zack Stentz | 6 października 2008  |
| 15  | 6  | The Tower Is Tall but the Fall Is Short    | Tawnia McKiernan              | Denise Thé                         | 20 października 2008 |
| 16  | 7  | Brothers of Nablus                         | Milan Cheylov                 | Ian Goldberg                       | 3 listopada 2008     |
| 17  | 8  | Mr. Ferguson Is Ill Today                  | Michael Nankin                | Daniel T. Thomsen                  | 10 listopada 2008    |
| 18  | 9  | Complications                              | Steven DePaul                 | Ian Goldberg & John Wirth          | 17 listopada 2008    |
| 19  | 10 | Strange Things Happen at the One Two Point | Scott Peters                  | Ashley Edward Miller & Zack Stentz | 24 listopada 2008    |
| 20  | 11 | Self Made Man                              | Holly Dale                    | Toni Graphia                       | 1 grudnia 2008       |
| 21  | 12 | Alpine Fields                              | Charles Beeson & Bryan Spicer | John Enbom                         | 8 grudnia 2008       |
| 22  | 13 | Earthlings Welcome Here                    | Félix Enríquez Alcalá         | Natalie Chaidez                    | 15 grudnia 2008      |
| 23  | 14 | The Good Wound                             | Jeff Woolnough                | Ashley Edward Miller & Zack Stentz | 13 lutego 2009       |
| 24  | 15 | Desert Cantos                              | J. Miller Tobin               | Ian Goldberg & John Wirth          | 20 lutego 2009       |
| 25  | 16 | Some Must Watch, While Some Must Sleep     | Scott Lautanen                | Natalie Chaidez & Denise Thé       | 27 lutego 2009       |
| 26  | 17 | Ourselves Alone                            | Jeff Woolnough                | Toni Graphia & Daniel T. Thomsen   | 6 marca 2009         |
| 27  | 18 | Today Is the Day, Part 1                   | Guy Norman Bee                | Ashley Edward Miller & Zack Stentz | 13 marca 2009        |
| 28  | 19 | Today Is the Day, Part 2                   | Guy Norman Bee                | Ashley Edward Miller & Zack Stentz | 20 marca 2009        |
| 29  | 20 | To the Lighthouse                          | Guy Ferland                   | Natalie Chaidez                    | 27 marca 2009        |
| 30  | 21 | Adam Raised a Cain                         | Charles Beeson                | Toni Graphia                       | 3 kwietnia 2009      |
| 31  | 22 | Born to Run                                | Jeffrey Hunt                  | Josh Friedman                      | 10 kwietnia 2009     |